# De Pauwhof
De Pauwhof is een landhuis te Wassenaar dat een halve eeuw lang bekendstond als broedplaats voor kunstenaars. Het is een rijksmonument, ontworpen door Joseph Cuypers.
De buitenplaats De Pauwhof ontstond in 1910 bij de afwikkeling van de boedel van wijlen prinses Marie der Nederlanden. Het terrein had deel uitgemaakt van haar landgoed De Pauw. Koper van dit gedeelte van het landgoed was het echtpaar Overvoorde-Gordon uit Leiden. De Overvoordes lieten in 1912 een landhuis bouwen door de architect Joseph Cuypers.
Mr. J.C. Overvoorde (1865-1930) was behalve gemeentearchivaris, eerst in Dordrecht en vanaf 1901 in Leiden, ook conservator en directeur van Stedelijk Museum De Lakenhal, medeoprichter van de Historische Vereniging Oud Leiden en secretaris, later voorzitter van de Koninklijke Nederlandse Oudheidkundige Bond. Hij was een modern en gedreven man.
Na zijn promotie te Leiden op het eerste feministische proefschrift in Nederland (1891) raakte hij  nauw betrokken bij de emancipatiestrijd van vrouwen. Hij trok in publicaties fel van leer over de maatschappelijke en wettelijke achterstelling van de vrouw, vond dat haar kiesrecht toekwam en dat haar de toegang tot het hogere onderwijs niet mocht worden belemmerd, wat vaak praktijk was. Eveneens was hij van mening dat zij op de hogere overheidsfuncties benoemd moest kunnen worden - toen nog bij de wet verboden - en dat zij voor hetzelfde werk hetzelfde loon moest ontvangen. Vanuit de Radicale Bond streed hij voor de verbetering van de positie van de arbeidersklasse: kortere werkdagen, betere beloning en meer medezeggenschap.
Hij en zijn echtgenote hadden niet alleen grote belangstelling voor kunst, maar ook voor de kunstenaars. Ze werden zich steeds meer bewust van de dagelijkse problemen en beslommeringen die de artiest en de wetenschapper konden verhinderen tot optimale prestaties te komen. Zo rijpte het plan om de rust en schoonheid van De Pauwhof voor dit doel in te zetten.
Na de dood van Overvoorde zette zijn weduwe (1888-1957) het plan door, en liet De Pauwhof inrichten door de binnenhuisarchitect Paul Bromberg (1893-1949). Op 9 maart 1940 ontving ze de eerste gast. Aan de maximaal vijftien logées werd vol pension tegen kostprijs en desnoods tegen gereduceerd tarief geboden. De gasten konden zich zo volledig concentreren op hun werk, en verder genieten van de inspirerende omgeving en van elkaars gezelschap. Ze konden voor en met elkaar concerten geven en lezingen houden. Het beheer werd overgedragen aan de Overvoorde-Gordonstichting, met bestuursleden uit de Koninklijke Nederlandse Akademie van Wetenschappen, de Koninklijke Nederlandse Oudheidkundige Bond, de Federatie van Kunstenaarsverenigingen, de Bond van Nederlandse Architecten en de Maatschappij der Nederlandse Letterkunde.
De Pauwhof ontving regelmatig politiek vervolgde intellectuelen en kunstenaars, eerst uit eigen bezet land (Sem Dresden, Anthonie Donker en Ed. Hoornik), en daarna van buiten. De stichting kon daarvoor beschikken over de nalatenschap van het echtpaar Overvoorde-Gordon. Andere bekende gasten waren J.C. Bloem, Jan Greshoff, Martinus Nijhoff, Ab Visser en Rosa Spier. De laatste kwam tijdens haar verblijf op de gedachte, dat er een dergelijk huis zou moeten bestaan voor bejaarde kunstenaars en wetenschappers. Dat idee leidde tot de stichting van het Rosa Spier Huis te Laren. In later jaren verbleven ook Mensje van Keulen en Tessa de Loo op De Pauwhof.

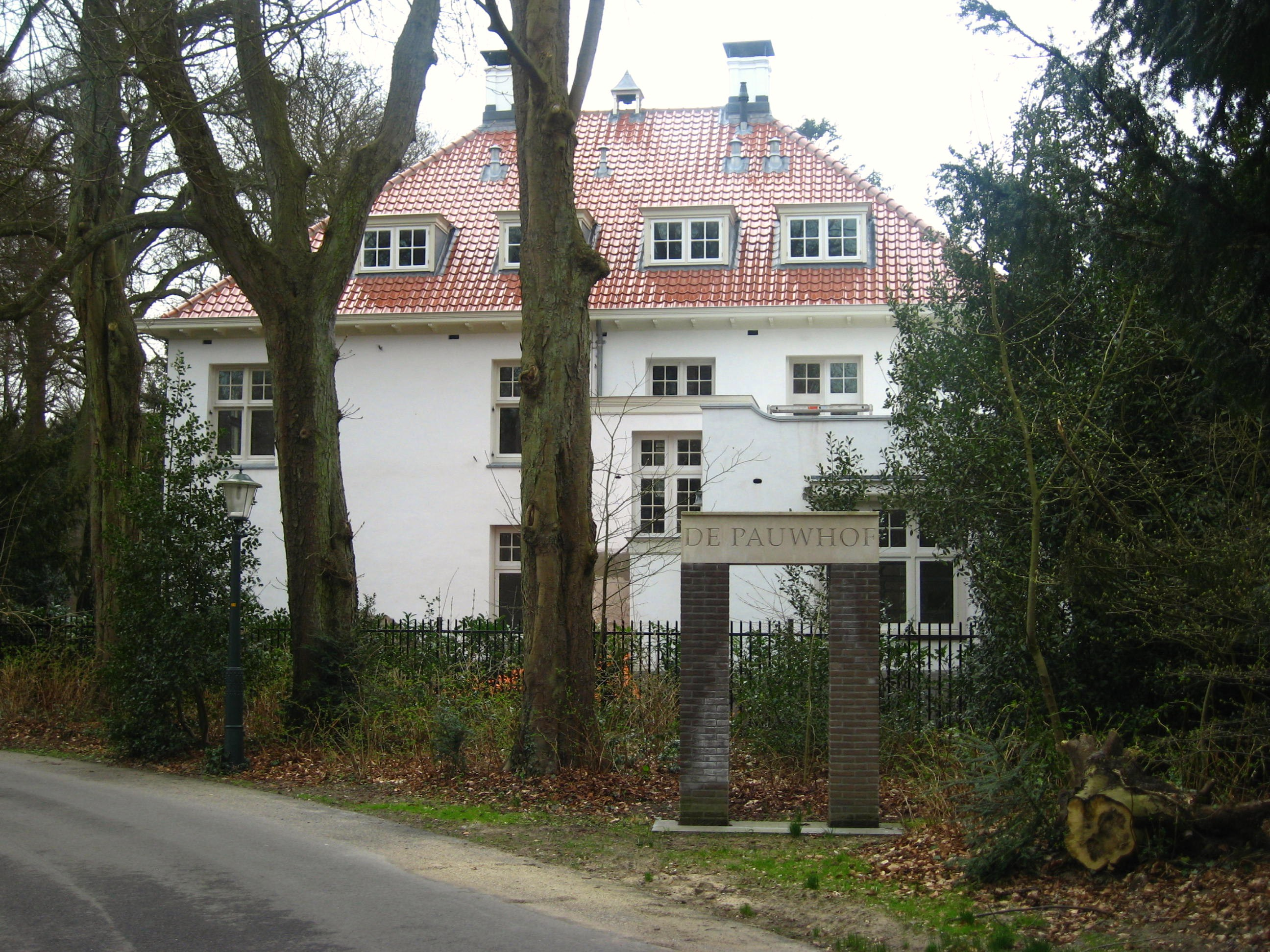
Overzicht straatzijde.

Een langdurige en op den duur ongewenste gast was de grillige Groningse auteur Ab Visser, die na de oorlog onder kommervolle omstandigheden in Amsterdam leefde en zich graag op De Pauwhof liet verwennen. Hij zag in 1974 terug op zijn verblijf daar in het boek "Het klooster van Sint Jurriaan". In 1952 gaf hij een dichtbundel "Seven poems" uit bij de Pauwhof-Press, een gelegenheidslabel waarmee huis en stichting niets te maken hadden. Gezegd wordt dat Conny Tamminga, de echtgenote van uitgever F. Tamminga, achter dit initiatief zat.
In de veranderende maatschappij was op den duur geen plaats meer voor De Pauwhof. Kunstenaars en intellectuelen hadden in het dagelijks leven voldoende mogelijkheden om zich af te zonderen, en hun inspiratie zochten ze liever in exotische oorden dan in het Wassenaars pension. Rond 1990 werd het gesloten. Het landhuis is daarna een woonhuis geworden. 
In 1995 maakte de beeldhouwer Aryaan Harshagen voor de Overgoorde-Gordonstichting een gedenkteken voor De Pauwhof.